# 태양면 통과

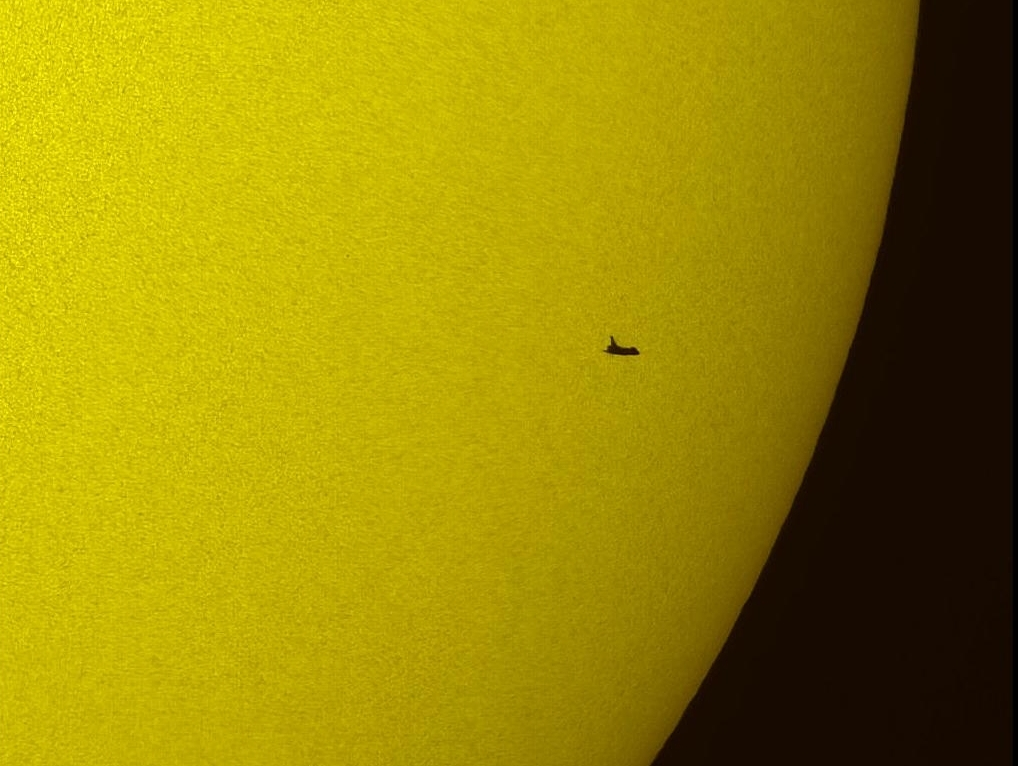
태양을 통과하는 애틀랜티스 우주왕복선의 모습

태양면 통과 또는 태양 통과(Solar transit)는 천문학에서 태양과 지구 사이를 통과하는 모든 물체의 움직임이다. 여기에는 수성과 금성이 포함된다(수성 일면통과 및 금성 일면통과 문서 참고). 일식은 달의 일식 통과이기도 하지만, 기술적으로는 태양의 전체 원반을 덮지 않는 경우에만(환형 일식), "통과"는 앞쪽을 지나가는 것보다 작은 물체만 계산하므로 태양면 통과는 여러 유형의 천문학적 통과 중 하나일 뿐이다.
태양면 통과는 통신 위성에도 발생하며, 통신 위성은 몇 달에 걸쳐 며칠 동안 매일 몇 분 동안 태양 앞을 통과한다. 춘분, 지구 관측소를 기준으로 위성이 하늘의 어디에 있는지에 따라 정확한 날짜이다. 태양은 햇빛 외에도 많은 양의 마이크로파 방사선을 생성하기 때문에 위성의 응답기에서 나오는 마이크로파 무선 신호를 압도한다. 이 엄청난 전자기 간섭은 위성 접시를 사용하는 고정 위성 서비스(TV 네트워크, 라디오 네트워크, VSAT 및 DBS 포함)에 중단을 초래한다.
위성에서 볼 때 행성이 지구 관측소를 "가리게" 하기 때문에 위성의 다운링크만 영향을 받고, 지구로부터의 업링크는 일반적으로 영향을 받지 않는다. 지구 동기 궤도의 위성은 기울기에 따라 불규칙적으로 영향을 받는다. 다른 궤도에 있는 위성으로부터의 수신은 빈번하지만 일시적으로만 이에 의해 영향을 받으며, 추적 접시를 사용하는 경우 특성상 동일한 신호가 일반적으로 다른 위성에서 반복되거나 중계된다. 위성 라디오 및 GPS와 같은 기타 서비스는 수신 접시를 사용하지 않으므로 간섭이 집중되지 않으므로 영향을 받지 않는다. (GPS 및 특정 위성 라디오 시스템은 비동기 위성을 사용한다.)
태양면 통과는 잠시 동안 신호 품질이 잠깐 저하되면서 시작된다. 매일 같은 시간에, 다음 며칠 동안 증상은 더 길어지고 악화되며, 마침내 며칠이 더 지나면 점차적으로 좋아진다. 디지털 위성 서비스의 경우 절벽 효과로 인해 특정 임계값에서 수신이 완전히 제거된다. 최악의 날에는 일반적으로 수신이 몇 분 동안만 중단되지만 접시의 빔 폭이 이에 영향을 줄 수 있다. 신호 강도와 신호 대역폭도 이에 영향을 미친다. 전력이 더 좁은 대역에 집중되면 신호 대 잡음비가 더 높아진다. 동일한 신호가 더 넓게 확산되면 수신기에도 더 넓은 범위의 잡음이 발생하여 수신 성능이 저하된다.
각 위성과 지구상의 각 수신 지점(지구 관측소)에 대한 태양면 통과 중단의 정확한 날짜와 시간은 다양한 웹사이트에서 확인할 수 있다. 방송 네트워크의 경우 네트워크 피드는 사전 녹화되거나, 지역 프로그래밍으로 대체되거나, 다른 궤도 위치에 있는 다른 위성을 통해 공급되거나, 이 기간 동안 완전히 다른 방법을 통해 공급되어야 한다.
북반구에서는 일반적으로 태양면 통과가 3월 초와 10월에 이루어진다. 남반구에서는 일반적으로 태양면 통과가 9월 초와 4월에 이루어진다. 하루 중 시간은 주로 위성과 수신 관측소의 경도에 따라 달라지며, 정확한 날짜는 주로 관측소의 위도에 따라 달라진다. 적도를 따라 있는 관측소는 정지궤도 위성이 바로 위에 위치하므로 춘분점에서 바로 태양 이동을 경험하게 된다.
큰 접시의 경우 피드혼이 손상될 수 있는데, 이는 빛이나 열을 효과적으로 집중시키지 않는 평평한(무광택) 마감 처리된 포물선형 접시에 의해 방지된다. 비포물선형 접시는 이러한 방식으로 초점을 맞출 수 없기 때문에 영향을 받지 않는다.

## 같이 보기
- 수성 일면통과
- 금성 일면통과